# Helmut Hinghofer-Szalkay
Helmut G. Hinghofer-Szalkay (* 22. Jänner 1948 in Graz) ist ein österreichischer Physiologe und emeritierter Hochschulprofessor in Graz und Vorstand des Instituts für Physiologie an der Karl-Franzens-Universität (ab 2000) bzw. der Medizinischen Universität Graz (2005–2013), Gründer und Leiter eines Nonprofit-Forschungsinstituts (Institut für Adaptive und Raumfahrtphysiologie, 1994–2010) sowie wissenschaftlicher Konsulent für die Europäische Weltraumorganisation ESA. Er ist mit der Künstlerin Irma Michaela Szalkay verheiratet und hat zwei Kinder.

## Leben
Hinghofer-Szalkay studierte ab 1966 Medizin an der Karl-Franzens-Universität und promovierte 1974 zum Dr. med. univ. Nach seiner Habilitation 1982 wurde er European Space Agency Research Fellow am NASA Ames Research Center in Moffett Field, Kalifornien (1984–85). 1988 erhielt er den Berufstitel eines tit. ao. Universitätsprofessors und wurde 1999 zum Universitätsprofessor nach §21 UOG 93 berufen.
Zu Hinghofer-Szalkays akademischen Funktionen gehörten die Organisation des 3rd European Symposium on Life Sciences Research in Space 1987 und des Space Life Sciences Symposiums in Wien 1992. Weiters war er Principal Investigator des Austromir-Experiments Bodyfluids 1991 und des Nachfolgeexperiments im Rahmen des Russisch-Österreichischen Raumflugprogramms (Weltrekord 14-monatige Mission, Raumstation MIR) 1994. 1999 hatte er den Vorsitz des 4th International Head-Out Water Immersion Symposium und leitete 2005 das 15. IAA Humans in Space Symposium der Internationalen Astronautischen Akademie (IAA) in Graz.
Zu seinen weiteren Funktionen zählten die wissenschaftliche Leitung der Akademie für den Diätdienst des Landes Steiermark 1993–2000, der Vorsitz der Wissenschaftlichen Gesellschaft der Ärzte in der Steiermark 2008–2010, die Leitung der Franz Lanyar-Stiftung 2002–2010, die Schriftleitung der Wissenschaftlichen Gesellschaft der Ärzte in der Steiermark 1979–2007. Er war Sekretär der Österreichischen Physiologischen Gesellschaft 1979–1983 und 1997–2012.

## Auszeichnungen
- Höchst-Preise Graz 1978, 1980, 1986
- European Space Agency Fellow 1984/1985
- NASA Space Act Tech Brief Award – ARC-11686 (1986)
- Forschungspreis des Landes Steiermark 1993
- Member, Council of Trustees, International Society for Gravitational Physiology 1998
- Juri-Gagarin-Orden 1999